# NGC 4756
NGC 4756 é uma galáxia elíptica (E-S0) localizada na direcção da constelação de Corvus. Possui uma declinação de -15° 24' 45" e uma ascensão recta de 12 horas, 52 minutos e 52,2 segundos.
A galáxia NGC 4756 foi descoberta em 8 de Fevereiro de 1785 por William Herschel.